# Sistiana
Sistiana is een plaats (frazione) in de Italiaanse gemeente Duino-Aurisina.